# Van Tienhovenbank
De Van Tienhovenbank is een gedenkbank aan de Van Esschenven in de Noord-Brabantse plaats Oisterwijk. Het gedenkteken is in 1935 opgericht ter ere van Pieter van Tienhoven (1875 – 1953), medeoprichter en voorzitter van de Vereniging Natuurmonumenten. Het monument werd ontworpen door de Oisterwijkse gemeente-architect Bernard Vriens.

## Achtergrond
Pieter van Tienhoven richtte in 1905 mede de Vereniging Natuurmonumenten op en zette zich onder andere in voor de aankoop van het gebied waarin deze bank staat, de Oisterwijkse Bossen en Vennen. Ook het natuurgebied Kampina, dat oorspronkelijk eigendom was van zijn vader, wist Van Tienhoven onder te brengen in Natuurmonumenten en uit te breiden. Van Tienhoven is dus erg belangrijk geweest voor de Oisterwijkse natuurgebieden.
Op zijn 60e verjaardag werd Van Tienhoven door de gemeente Oisterwijk met de bank vereerd. De onthulling vond plaats op zaterdag 16 november 1935. De commissaris van de Koningin Van Rijckevorsel hield daarbij een rede. Aanwezig waren ook de Oisterwijkse burgemeester Jan Verwiel en commissaris van de Koningin in Gelderland, Schelto van Heemstra. Van Tienhoven nam de bank vervolgens dankbaar in ontvangst.
De bank werd in 2015 uitgebreid gerestaureerd.

## Ontwerp

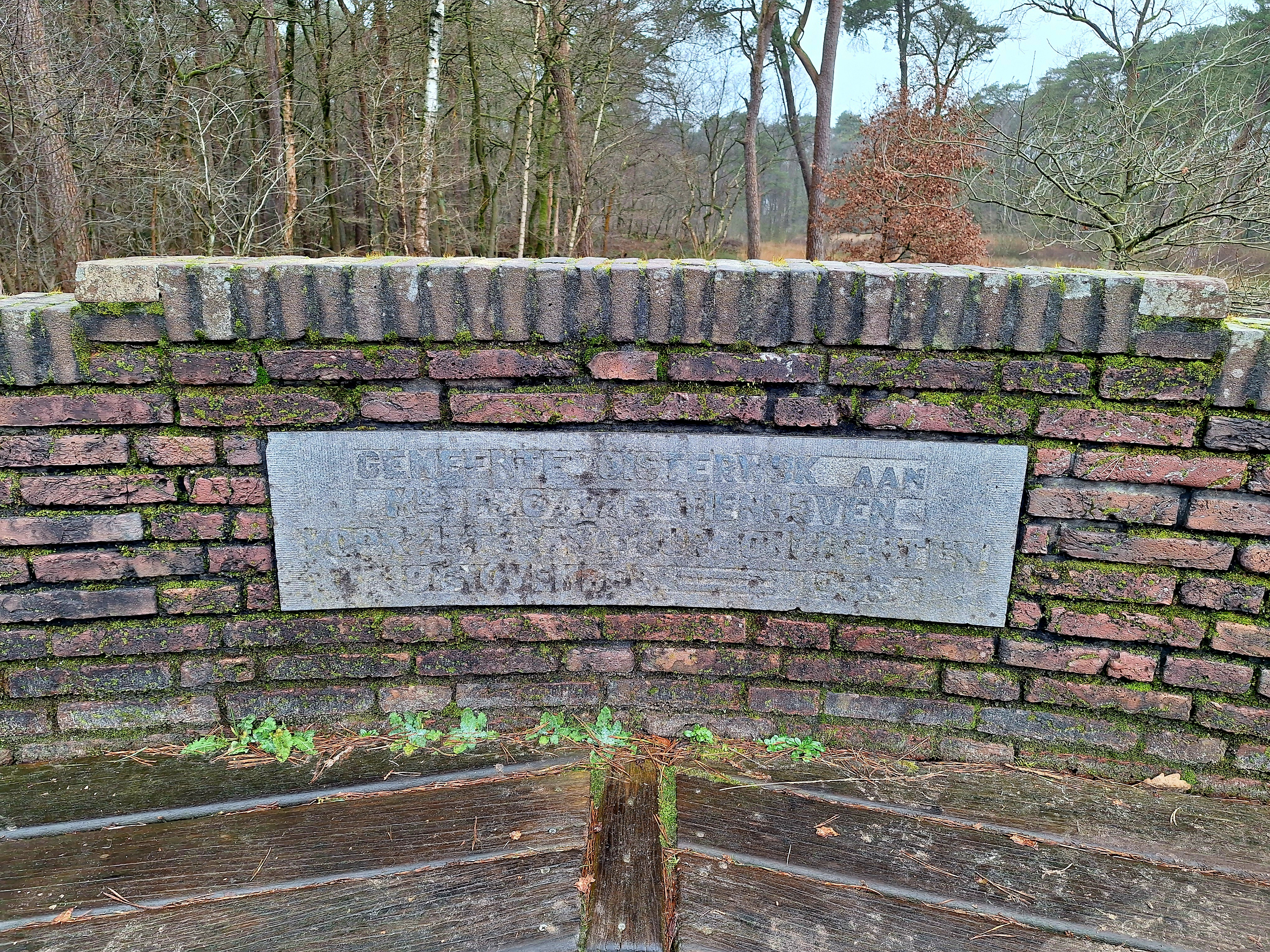
Gedenksteen in de Van Tienhovenbank

Bernard Vriens ontwierp een bakstenen bank op een natuurstenen basement. De bank bestaat uit een opgemetselde muur, met aan weerszijden haaks hierop ook een muur. Aan alle drie de zijden bevindt zich een houten zitting. In de rug van de bank is een natuurstenen gedenksteen aangebracht met de tekst:
gemeente oisterwijk aan
mr p.g. van tienhoven
voorzitter natuurmonumenten
19e november 1935